# Symfonie nr. 1 (Kayser)
Leif Kayser voltooide zijn Symfonie nr. 1 in april 1938, toen hij nog maar 19 jaar oud was.
Toen Kayser aan zijn symfonie begon in november 1937 had hij nog onderricht van Poul Schierbeck aan het Det Kongelige Danske Musikkonservatorium in Kopenhagen. De symfonie kent geen klassieke vierdeling, met lange pauzes tussen de delen; hij is als het ware doorgecomponeerd met een kleine pauze er tussen, als of de muziek even stil staat. Echter los van dit kleine verschil is er eigenlijk sprake van een normale symfonie. Een introductie, serieus deel, scherzo en slot. Het werk dat haar eerste uitvoering kreeg in februari 1939 door het Göteborg Symfonie Orkest onder leiding van Tor Mann werd geroemd vanwege de kleurrijke instrumentatie. Een jaar later speelde dezelfde combinatie het nog eens tijdens een radio-opname. Echter, doordat de componist vlak daarna een studie theologie in Rome ging volgen en zijn muziek te ”ouderwets” was ten opzichte van de muziek van Carl Nielsen verdween deze symfonie naar de achtergrond, net als andere werken van Kayser. Pas in 2009 is er enige extra aandacht als al zijn vier symfonieën door Dacapo worden uitgebracht.
De opbouw van de symfonie: Maestoso, non troppo lento – Largo cantabile – Furioso – piu agitato – Presto.

## Discografie
- Uitgave Dacapo: Aalborg Symfoniorkester o.l.v. Matthias Aeschbacher opname 2008